# Pietro Fuluto

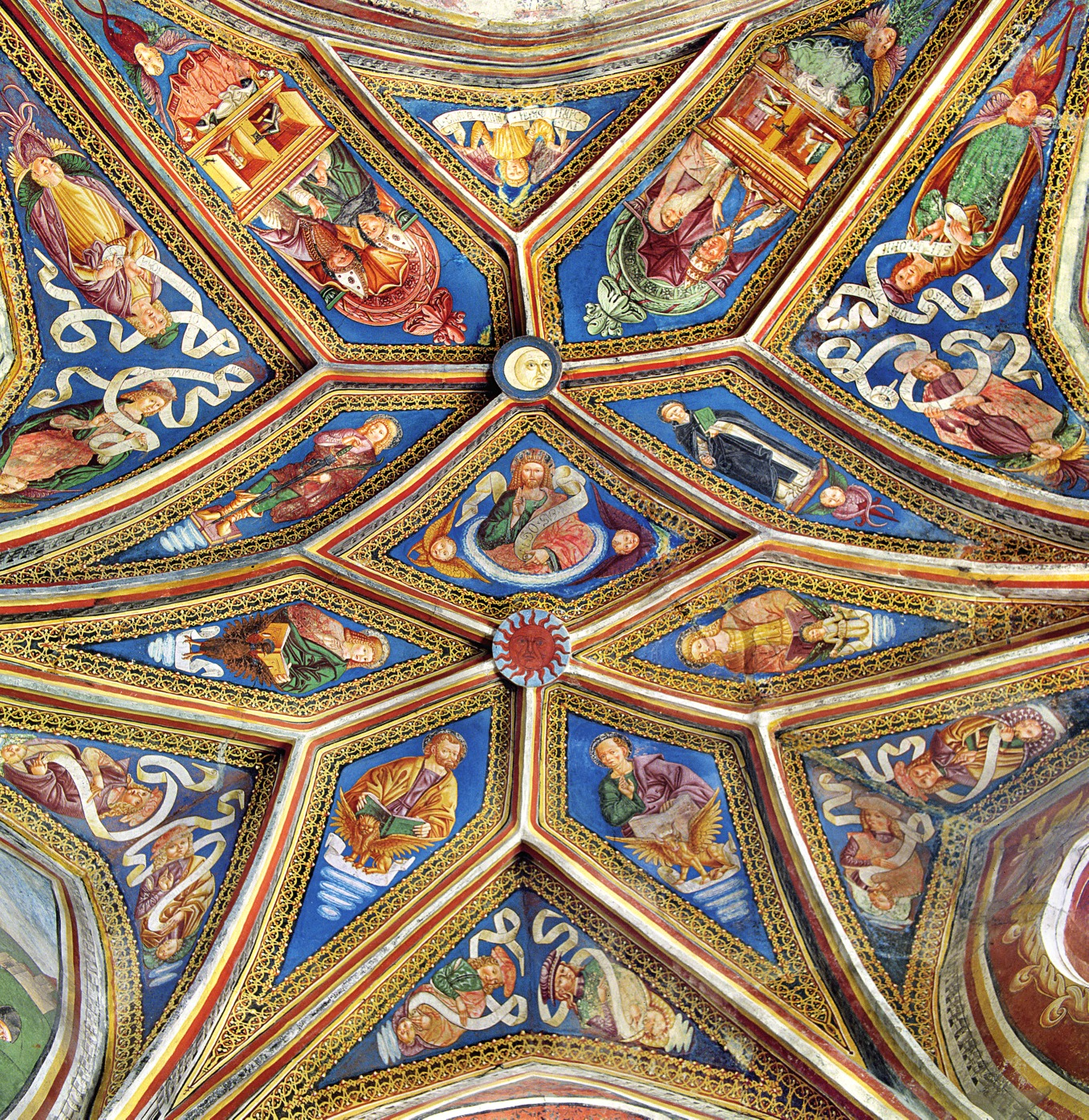
Affreschi sulla volta della chiesa di San Leonardo ad Osais di Prato Carnico, 1506

Pietro Fuluto (Tolmezzo, 1475 ca. – ...) è stato un pittore italiano.

## Biografia
Nacque verso il 1475, probabilmente a Tolmezzo, figlio di un certo Giacomo; viene documentato una prima volta nel 1497 e poi ancora nel 1502, quando compariva come teste in processi nel capoluogo carnico. A Mione si trova, nella chiesa di Sant'Antonio Abate, il coro trecentesco affrescato con il notevole episodio della Fuga in Egitto, non documentato, attestato dalla critica all’inizio della sua attività intorno al 1500. La sua prima opera documentata sono gli affreschi della chiesa di chiesa di San Leonardo a Osais di Prato Carnico, lavori del 1506 che firmò; sono affreschi nella volta e nelle pareti del presbiterio della vecchia chiesa, ora inglobata nella nuova, che raffigurano il Padre Eterno, gli Evangelisti, gli Apostoli, alcuni Santi e Scene della vita di S. Leonardo. Fu chiamato come testimone per una compravendita a Prato Carnico nel 1509. 
Nel 1512 ricevette una commissione per alcuni affreschi nella chiesa di San Leonardo vecchia a Cavalicco, dove realizzò una Madonna in trono con Bambino, firmato e datato, e un San Sebastiano, ed un'altra commissione per Santa Maria a Raspano, lavoro andato perduto. Sempre nel 1512 fece pace con i figli di Nicolò Flumiani di Liariis, da lui ferito a morte in un duello, e venne inoltre accusato di furto di noci e di mele da un vicino di casa. L'anno successivo lavorò nel presbiterio della chiesa di San Giorgio a Colza, dove affrescò, con firma e data, un Cristo benedicente, i Dottori della Chiesa, gli Apostoli, alcuni Santi e Scene della vita di San Giorgio. 
Nel 1515 realizzò per la chiesa di San Vito a Liariis un ciclo di affreschi nella volta del vecchio coro, raffiguranti il Padre Eterno, gli Evangelisti ed alcuni Santi. Nel 1516 diede in affitto ad un certo Giovanni Tomat un suo casale sul monte di Tolmezzo. Nel 1519 è documentata la sua presenza nella chiesa di Santa Caterina a Luint, dove realizzò il ciclo di affreschi del coro, con raffigurazioni di Dottori della Chiesa, di Santi e Scene della vita di Santa Caterina; nello stesso anno comparve come testimone a Forni Avoltri.